# 機械複製時代的藝術作品
機械複製時代的藝術作品（德語：Das Kunstwerk im Zeitalter seiner technischen Reproduzierbarkeit），是法蘭克福學派哲學家華特·班雅明的文章。它發表於1935年德國《社會研究期刊》（Zeitschrift für Sozialforschung）上。

## 文章評價與主旨
這篇是班雅明最廣為引用的文章，對文化研究及媒體理論的領域影響甚深。
班雅明稱，寫作此文，是用於描述一種有用於「藝術政治的革命性要求的形成」的理論。在傳統、宗教儀式價值消退的機械複製時代，藝術的發展將以政治實踐為本。
文章提出前代的藝術作品皆有靈光（aura），靈光講求本真（authenticity），與傳統、崇拜儀式（ritual）密不可分；而機械複製時代來臨後，大量生產的藝術作品不再有原真，靈光開始消退，藝術用作宗教用途的價值同時減退，也就是說，班雅明批評複製。在攝影、電影出現後，藝術的涵義和範圍一方面被它們所豐富，同時它們更將藝術的價值推向政治，簡單來說，班雅明批評電影工業。班雅明並進一步指出 ，當時法西斯主義者，將政治美學化（Aestheticisation of politics），以及共產主義統治者將藝術政治化（Politicisation of Art）。

## 中文出版
此文中文版由國立中央大學法文系教授許綺玲所譯，收錄於《迎向靈光消逝的年代》一書。

## 引用
1. ↑  Meenakshi Gigi Durham, Douglas Kellner. . . Blackwell Publishing. 2005: 18–19頁  [2010年4月20日]. ISBN 9781405132589.
2. ↑  林孜郁. . 1999  [2010-04-20]. （原始内容存档于2019-09-17）.
3. ↑  許綺玲譯, 蕭永盛編, 華特·班雅明著. . 台灣攝影. 1998  [2010年4月20日]. ISBN 9579725616. （原始内容存档于2010-07-12）.

## 外部連結
- 「機械複製時代的藝術作品」的英文譯本（全文） （页面存档备份，存于） （英文）
- 「機械複製時代的藝術作品」的德文本（全文） （德文）
- 「機械複製時代的藝術作品」的部份 （页面存档备份，存于），並附Detlev Schöttker的評論。（德文）